# Температурний коефіцієнт електричного опору
Температурний коефіцієнт електричного опору (α) — відносна зміна електричного опору ділянки електричного кола або питомого електричного опору матеріалу при зміні температури на 1 К, виражена у К-1. В електроніці використовуються, зокрема, резистори із спеціальних металевих сплавів з низьким значенням α, як манганинових чи константанових сплавів та напівпровідникових компонентів з великими додатніми чи від'ємними значеннями α (термістори).
Фізичний зміст температурного коефіцієта опору виражений рівнянням:
{\displaystyle \alpha ={\frac {1}{R}}{\frac {dR}{dT}},}
де dR — зміна електричного опору R при зміні температури на dT.

## Провідники
Температурна залежність опору для більшості металів близька до лінійної для широкого діапазону температур і описується формулою:
{\displaystyle R_{T}=R_{0}(1+\alpha \cdot \Delta T)\,}
де:
RT — електричний опір при температурі T [Ом];
R0 — електричний опір при початковій температурі T0 [Ом];
α — температурний коефіцієнт електричного опору [K-1];
ΔT — зміна температури, що становить T-T0 [K].
| Матеріал | Залізо   | Вольфрам | Алюміній | Мідь     | Срібло   | Платина  | Манганин | Константан |
| α [K-1]  | 6,5·10-3 | 4,5·10-3 | 4,4·10-3 | 4,3·10-3 | 4,1·10-3 | 3,9·10-3 | 3·10-5   | 2·10-5     |

При низьких температурах температурна залежність опору провідників визначається правилом Матієсена.

## Напівпровідники

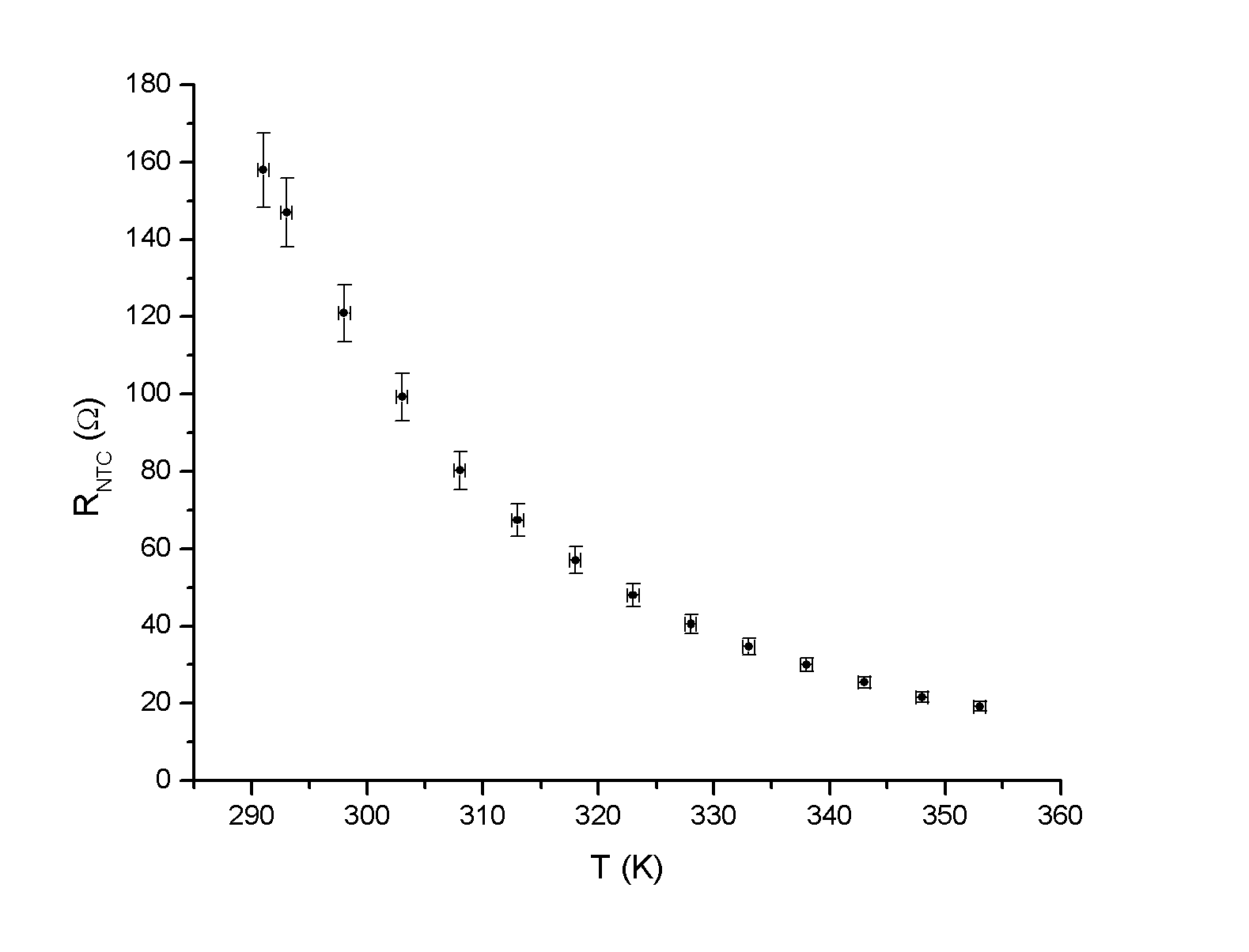
Залежність опору термістора NTC від температури

Для напівпровідникових пристроїв, таких як термістори, температурна залежність опору в основному визначається залежністю концентрації носіїв заряду від температури. Це експоненціальна залежність:
{\displaystyle R_{T}=R_{\infty }\cdot e^{\frac {W_{g}}{2kT}}\,}
де:
RT — електричний опір при температурі T [Ом];
R∞ — електричний опір при температурі T=∞ [Ом];
Wg — ширина забороненої зони — діапазону значень енергії, яких не мати електрон в ідеальному (бездефектному) кристалі [еВ];
k — стала Больцмана [еВ/K].
Логарифмуючи ліву і праву частини рівняння, отримуємо:
{\displaystyle \ln R_{T}=\ln R_{\infty }+{\frac {B}{T}}\,},     де  {\displaystyle B={\frac {W_{g}}{2k}}}  є константою матеріалу.
Темературний коефіцієнт опору термістора визначається рівнянням:
{\displaystyle \alpha _{T}={\frac {1}{R_{T}}}{\frac {{\rm {d}}R_{T}}{{\rm {d}}T}}\,}
Із залежності RT від T маємо:
{\displaystyle {\frac {{\rm {d}}R_{T}}{{\rm {d}}T}}=-R_{\infty }{\frac {B}{T^{2}}}e^{\frac {B}{T}}={\frac {-B}{T^{2}}}R_{T}\,}
звідки:
{\displaystyle \alpha _{T}={\frac {-B}{T^{2}}}\,}